# Tour de Yorkshire 2018
Il Tour de Yorkshire 2018, quarta edizione della corsa, valevole come evento dell'UCI Europe Tour 2018 categoria 2.1, si svolse in quattro tappe dal 3 al 6 maggio 2018 su un percorso di 701,5 km, con partenza da Beverley e arrivo a Leeds, in Regno Unito. La vittoria fu appannaggio del belga Greg Van Avermaet, che completò il percorso in 16h38'00" precedendo lo spagnolo Eduard Prades e il belga Serge Pauwels.
Al traguardo di Leeds 98 ciclisti, sui 137 partiti da Beverley, portarono a termine la competizione.

## Tappe
| Tappa  | Data     | Percorso               | km    | Vincitore di tappa  | Leader cl. generale |
| ------ | -------- | ---------------------- | ----- | ------------------- | ------------------- |
| 1ª     | 3 maggio | Beverley > Doncaster   | 182   | Harry Tanfield      | Harry Tanfield      |
| 2ª     | 4 maggio | Barnsley > Ilkley      | 149   | Magnus Cort Nielsen | Magnus Cort Nielsen |
| 3ª     | 5 maggio | Richmond > Scarborough | 181   | Max Walscheid       | Magnus Cort Nielsen |
| 4ª     | 6 maggio | Halifax > Leeds        | 189,5 | Stéphane Rossetto   | Greg Van Avermaet   |
| Totale | Totale   | Totale                 | 701,5 |                     |                     |

## Squadre e corridori partecipanti
| N.    | Cod. | Squadra                    |
| ----- | ---- | -------------------------- |
| 1-7   | DDD  | Team Dimension Data        |
| 11-17 | TDE  | Direct Énergie             |
| 21-26 | BMC  | BMC Racing Team            |
| 31-37 | MGT  | Madison Genesis            |
| 41-47 | SKY  | Team Sky                   |
| 51-56 | AST  | Astana Pro Team            |
| 61-67 | ABS  | Aqua Blue Sport            |
| 71-77 | SUN  | Team Sunweb                |
| 81-87 | VCC  | Vital Concept Cycling Club |
| 91-96 | TKA  | Team Katusha Alpecin       |

| N.      | Cod. | Squadra                       |
| ------- | ---- | ----------------------------- |
| 101-107 | COF  | Cofidis, Solutions Crédits    |
| 111-117 | RNL  | Roompot-Nederlandse Loterij   |
| 121-127 | JLT  | JLT Condor                    |
| 131-137 | EUS  | Euskadi Basque Country-Murias |
| 141-147 | ONE  | ONE Pro Cycling               |
| 151-157 | RLY  | Rally Cycling                 |
| 161-167 | BCC  | Canyon Eisberg                |
| 171-177 | VIT  | Vitus Pro Cycling             |
| 181-187 | HOL  | Holdsworth Pro Racing         |
| 191-197 | GBR  | Gran Bretagna                 |

## Dettagli delle tappe

### 1ª tappa
- 3 maggio: Beverley > Doncaster – 182 km

Risultati
| Pos. | Corridore       | Squadra | Tempo    |
| ---- | --------------- | ------- | -------- |
| 1    | Harry Tanfield  | Canyon  | 4h08'12" |
| 2    | Alistair Slater | JLT     | s.t.     |
| 3    | Michael Cuming  | Madison | s.t.     |

| Pos. | Corridore       | Squadra | Tempo    |
| ---- | --------------- | ------- | -------- |
| 1    | Harry Tanfield  | Canyon  | 4h07'58" |
| 2    | Alistair Slater | JLT     | a 3"     |
| 3    | Michael Cuming  | Madison | a 10"    |

### 2ª tappa
- 4 maggio: Barnsley > Ilkley – 149 km

Risultati
| Pos. | Corridore           | Squadra | Tempo    |
| ---- | ------------------- | ------- | -------- |
| 1    | Magnus Cort Nielsen | Astana  | 3h25'34" |
| 2    | Greg Van Avermaet   | BMC     | s.t.     |
| 3    | Eduard Prades       | Euskadi | s.t.     |

| Pos. | Corridore           | Squadra | Tempo    |
| ---- | ------------------- | ------- | -------- |
| 1    | Magnus Cort Nielsen | Astana  | 7h33'41" |
| 2    | Greg Van Avermaet   | BMC     | a 4"     |
| 3    | Eduard Prades       | Euskadi | a 6"     |

### 3ª tappa
- 5 maggio: Richmond > Scarborough – 181 km

Risultati
| Pos. | Corridore           | Squadra | Tempo    |
| ---- | ------------------- | ------- | -------- |
| 1    | Max Walscheid       | Sunweb  | 4h10'27" |
| 2    | Magnus Cort Nielsen | Astana  | s.t.     |
| 3    | Jon Aberasturi      | Euskadi | s.t.     |

| Pos. | Corridore           | Squadra | Tempo     |
| ---- | ------------------- | ------- | --------- |
| 1    | Magnus Cort Nielsen | Astana  | 11h44'02" |
| 2    | Greg Van Avermaet   | BMC     | a 10"     |
| 3    | Eduard Prades       | Euskadi | a 12"     |

### 4ª tappa
- 6 maggio: Halifax > Leeds – 189,5 km

Risultati
| Pos. | Corridore         | Squadra | Tempo    |
| ---- | ----------------- | ------- | -------- |
| 1    | Stéphane Rossetto | Cofidis | 4h53'22" |
| 2    | Greg Van Avermaet | BMC     | a 20"    |
| 3    | Ian Bibby         | JLT     | s.t.     |

| Pos. | Corridore         | Squadra   | Tempo     |
| ---- | ----------------- | --------- | --------- |
| 1    | Greg Van Avermaet | BMC       | 16h38'00" |
| 2    | Eduard Prades     | Euskadi   | a 9"      |
| 3    | Serge Pauwels     | Dimension | a 14"     |

## Evoluzione delle classifiche
| Tappa              | Vincitore           | Classifica generale Maglia azzurra | Classifica a punti Maglia verde | Classifica scalatori Maglia rossa | Premio combattività Maglia grigia | Classifica a squadre |
| ------------------ | ------------------- | ---------------------------------- | ------------------------------- | --------------------------------- | --------------------------------- | -------------------- |
| 1ª                 | Harry Tanfield      | Harry Tanfield                     | Harry Tanfield                  | Mike Cuming                       | Harry Tanfield                    | Madison Genesis      |
| 2ª                 | Magnus Cort Nielsen | Magnus Cort Nielsen                | Harry Tanfield                  | Mike Cuming                       | Tom Baylis                        | BMC Racing Team      |
| 3ª                 | Max Walscheid       | Magnus Cort Nielsen                | Magnus Cort Nielsen             | Mike Cuming                       | Peter Williams                    | BMC Racing Team      |
| 4ª                 | Stéphane Rossetto   | Greg Van Avermaet                  | Greg Van Avermaet               | Stéphane Rossetto                 | Stéphane Rossetto                 | BMC Racing Team      |
| Classifiche finali | Classifiche finali  | Greg Van Avermaet                  | Greg Van Avermaet               | Stéphane Rossetto                 | non assegnato                     | BMC Racing Team      |

## Classifiche finali

### Classifica generale - Maglia azzurra
| Pos. | Corridore          | Squadra   | Tempo     |
| ---- | ------------------ | --------- | --------- |
| 1    | Greg Van Avermaet  | BMC       | 16h38'00" |
| 2    | Eduard Prades      | Euskadi   | a 9"      |
| 3    | Serge Pauwels      | Dimension | a 14"     |
| 4    | Robert Kišerlovski | Katusha   | a 19"     |
| 5    | Michael Storer     | Sunweb    | s.t.      |
| 6    | Ian Bibby          | JLT       | a 23"     |
| 7    | Anthony Perez      | Cofidis   | a 25"     |
| 8    | Eddie Dunbar       | Aqua Blue | a 27"     |
| 9    | Patrick Bevin      | BMC       | a 37"     |
| 10   | Jonathan Hivert    | Direct    | a 39"     |

### Classifica a punti - Maglia verde
| Pos. | Corridore           | Squadra | Punti |
| ---- | ------------------- | ------- | ----- |
| 1    | Greg Van Avermaet   | BMC     | 30    |
| 2    | Magnus Cort Nielsen | Astana  | 27    |
| 3    | Stéphane Rossetto   | Cofidis | 25    |
| 4    | Max Walscheid       | Sunweb  | 20    |
| 5    | Eduard Prades       | Euskadi | 16    |

### Classifica scalatori - Maglia rossa
| Pos. | Corridore          | Squadra | Punti |
| ---- | ------------------ | ------- | ----- |
| 1    | Stéphane Rossetto  | Cofidis | 16    |
| 2    | Maximilian Stedman | Canyon  | 10    |
| 3    | Michael Cuming     | Madison | 8     |
| 4    | Peter Williams     | ONE     | 6     |
| 5    | Jonathan McEvoy    | Madison | 6     |

### Classifica a squadre
| Pos. | Squadra                    | Tempo     |
| ---- | -------------------------- | --------- |
| 1    | BMC Racing Team            | 49h55'47" |
| 2    | Cofidis, Solutions Crédits | a 1'24"   |
| 3    | JLT Condor                 | a 2'34"   |
| 4    | Aqua Blue Sport            | a 2'45"   |
| 5    | Team Katusha Alpecin       | a 3'26"   |